# 1970-es finn labdarúgó-bajnokság (első osztály)
Az 1970-es finn labdarúgó-bajnokság (Mestaruussarja) a finn labdarúgó-bajnokság legmagasabb osztályának negyvenedik alkalommal megrendezett bajnoki éve volt. A pontvadászat 12 csapat részvételével zajlott. A bajnokságot a Reipas Lahti csapata nyerte.  

## Bajnokság végeredménye
| #  | Csapat               | M  | Gy | D | V  | RG | KG | Pont |
| -- | -------------------- | -- | -- | - | -- | -- | -- | ---- |
| 1  | Reipas Lahti (B)     | 22 | 14 | 4 | 4  | 45 | 28 | 32   |
| 2  | MP Mikkeli           | 22 | 12 | 5 | 5  | 60 | 31 | 29   |
| 3  | HIFK Helsinki        | 22 | 10 | 8 | 4  | 60 | 34 | 28   |
| 4  | KuPS Kuopio          | 22 | 10 | 7 | 5  | 35 | 25 | 27   |
| 5  | HJK Helsinki         | 22 | 9  | 7 | 6  | 37 | 26 | 25   |
| 6  | KPV Kokkola          | 22 | 8  | 7 | 7  | 40 | 31 | 23   |
| 7  | TPS Turku            | 22 | 9  | 5 | 8  | 35 | 34 | 23   |
| 8  | Haka Valkeakoski     | 22 | 7  | 6 | 9  | 31 | 34 | 20   |
| 9  | Kuusysi Lahti        | 22 | 9  | 1 | 12 | 31 | 38 | 19   |
| 10 | Ilves-Kissat Tampere | 22 | 8  | 2 | 12 | 28 | 42 | 18   |
| 11 | Into Kemi (R)        | 22 | 7  | 2 | 13 | 29 | 53 | 16   |
| 12 | Elo Kuopio (R)       | 22 | 0  | 4 | 18 | 15 | 70 | 4    |

## Külső hivatkozások
- Hivatalos honlap (finnül)
- Finnország – Az első osztály tabelláinak listája az RSSSF-en (angolul)